# Montvalezan
Montvalezan és un municipi francès situat al departament de la Savoia i a la regió d'Alvèrnia-Roine-Alps. L'any 2007 tenia 676 habitants.

## Demografia

### Població
El 2007 la població de fet de Montvalezan era de 676 persones. Hi havia 289 famílies de les quals 86 eren unipersonals (52 homes vivint sols i 34 dones vivint soles), 82 parelles sense fills, 99 parelles amb fills i 22 famílies monoparentals amb fills.
La població ha evolucionat segons el següent gràfic:
Habitants censats

### Habitatges
El 2007 hi havia 2.169 habitatges, 291 eren l'habitatge principal de la família, 1.852 eren segones residències i 26 estaven desocupats. 410 eren cases i 1.727 eren apartaments. Dels 291 habitatges principals, 189 estaven ocupats pels seus propietaris, 84 estaven llogats i ocupats pels llogaters i 18 estaven cedits a títol gratuït; 17 tenien una cambra, 58 en tenien dues, 77 en tenien tres, 66 en tenien quatre i 73 en tenien cinc o més. 197 habitatges disposaven pel capbaix d'una plaça de pàrquing. A 136 habitatges hi havia un automòbil i a 121 n'hi havia dos o més.

### Piràmide de població
La piràmide de població per edats i sexe el 2009 era:
| Homes | Edats   | Dones |
| ----- | ------- | ----- |
| 0     | 95 o +  | 0     |
| 0     | 90 a 94 | 0     |
| 0     | 85 a 89 | 8     |
| 0     | 80 a 84 | 0     |
| 0     | 75 a 79 | 8     |
| 12    | 70 a 74 | 8     |
| 24    | 65 a 69 | 8     |
| 16    | 60 a 64 | 24    |
| 16    | 55 a 59 | 16    |
| 8     | 50 a 54 | 16    |
| 28    | 45 a 49 | 8     |
| 28    | 40 a 44 | 24    |
| 20    | 35 a 39 | 48    |
| 28    | 30 a 34 | 12    |
| 24    | 25 a 29 | 24    |
| 4     | 20 a 24 | 24    |
| 12    | 15 a 19 | 21    |
| 44    | 10 a 14 | 12    |
| 24    | 5 a 9   | 12    |
| 8     | 0 a 4   | 20    |

## Economia
El 2007 la població en edat de treballar era de 433 persones, 347 eren actives i 86 eren inactives. De les 347 persones actives 334 estaven ocupades (182 homes i 152 dones) i 13 estaven aturades (2 homes i 11 dones). De les 86 persones inactives 34 estaven jubilades, 22 estaven estudiant i 30 estaven classificades com a «altres inactius».

### Ingressos
El 2009 a Montvalezan hi havia 328 unitats fiscals que integraven 721,5 persones, la mediana anual d'ingressos fiscals per persona era de 18.227 €.

### Activitats econòmiques
Dels 262 establiments que hi havia el 2007, 1 era d'una empresa extractiva, 3 d'empreses alimentàries, 1 d'una empresa de fabricació de material elèctric, 3 d'empreses de fabricació d'altres productes industrials, 24 d'empreses de construcció, 36 d'empreses de comerç i reparació d'automòbils, 2 d'empreses de transport, 81 d'empreses d'hostatgeria i restauració, 1 d'una empresa d'informació i comunicació, 1 d'una empresa financera, 19 d'empreses immobiliàries, 14 d'empreses de serveis, 69 d'entitats de l'administració pública i 7 d'empreses classificades com a «altres activitats de serveis».
Dels 45 establiments de servei als particulars que hi havia el 2009, 1 era una oficina bancària, 1 taller de reparació d'automòbils i de material agrícola, 6 paletes, 2 guixaires pintors, 7 fusteries, 3 lampisteries, 1 electricista, 1 perruqueria, 18 restaurants, 3 agències immobiliàries i 2 tintoreries.
Dels 25 establiments comercials que hi havia el 2009, 3 eren botigues de més de 120 m², 2 botiges de menys de 120 m², 1 una fleca, 2 carnisseries, 2 llibreries, 1 una botiga de roba i 14 botigues de material esportiu.
L'any 2000 a Montvalezan hi havia 18 explotacions agrícoles que ocupaven un total de 203 hectàrees.

## Equipaments sanitaris i escolars
L'únic equipament sanitari que hi havia el 2009 era una farmàcia.
El 2009 hi havia 2 escoles elementals.

## Poblacions més properes
El següent diagrama mostra les poblacions més properes.